# Cirrhinus macrops
Cirrhinus macrops är en fiskart som beskrevs av Steindachner, 1870. Cirrhinus macrops ingår i släktet Cirrhinus och familjen karpfiskar. Inga underarter finns listade i Catalogue of Life.